# Paullinia parvibractea
Paullinia parvibractea är en kinesträdsväxtart som beskrevs av L. Radlk.. Paullinia parvibractea ingår i släktet Paullinia och familjen kinesträdsväxter. Inga underarter finns listade i Catalogue of Life.